# ハイファイクラスタ
『ハイファイクラスタ』は、後藤逸平による日本の漫画作品。『週刊少年ジャンプ』（集英社）2014年25号に「Hi-Fi CLUSTER -六攻特課事件実例-」のタイトルで読切版が掲載された後、2014年42号から2015年9号まで連載された。話数単位は「第○話」。

## あらすじ
2045年の日本では、アプリ化された才能を内包する“ラベル”を貼ることで、手軽に才能をダウンロードできるようになり、生来の才能による差別のない“才能社会（アビリティソサエティ）”が構築されていた。高校生・十五条平太は、ラベルへの適合能力に乏しく社会から落ちこぼれていたが、ある日手にした特殊な才能ラベルがきっかけで、才能を悪用した犯罪と、それを取り締まるための組織“六攻特課”に深く関わっていくことになる。

## 登場人物

### 六攻特課
貫寺晃作（かんでら こうさく）
・適合Hi-Fi 《SSK=KZR》＝佐々木小次郎
・Hi-Fi能力 《一閃（スラッシュ）》剣術（巌流）、身体能力強化
主に反射神経・動体視力・動作精密性を強化し、長大且つ伸縮自在の特殊警棒で殺到する銃弾をことごとく弾き返し、ワゴン車を真っ二つにする斬撃を放つ。　　　　　　　　
・ラベル位置 義手の手の甲
・認証動作 居合の構え
本作の主人公。警視庁捜査六課・対才能犯罪攻性特務課、通称『六攻特課』の課長を務める。強面の外見に似ず気さく且つ前向きな性格で周囲を惹きつけるカリスマにあふれた人物であるが、心中には深い懊悩を抱えており、目の下には常に隈が浮き出ている。右腕はラベル適合補助機能を内蔵した義手になっている。
かつては警察特殊部隊に所属し、史上最年少の小隊長に抜擢されたこともある精鋭。就任早々に能登の引き起こした『6.11渋谷二刀流連続殺傷事件』で部隊員を皆殺しにされ、自らも右腕を失う重傷を負った。不祥事の露見を恐れた上層部により口封じを兼ねて閑職に飛ばされたが、能登を追う執念から六攻特課を立ち上げ、ラベル犯罪を追い続けている。
実はHi-Fiどころか通常ラベルへの適合能力にも欠けており、Hi-Fiは過度の身体改造によって無理矢理起動させている。そんな『無能さ』にも拘らず常に周囲から慕われ高い評価を得ていたこと、またそのことに全く無頓着な彼への苛立ちこそが能登を凶行に走らせた原因であった。
十五条平太（じゅうごじょう へいた）
・適合Hi-Fi 《SCRTS》＝ソクラテス
・Hi-Fi能力《炯眼（インサイト）》視覚情報の解析力強化
視認した人物の感情・精神・身体情報や使用ラベルを見通す。
重心移動や筋肉の稼動状態から相手の動きを予測することも可能。
・ラベル位置 右手の平
・認証動作 右目を塞ぐこと
本作のもう一人の主人公。通称は「ぺーた」。高校1年生。
才能社会にありながらラベルの適合能力がほとんど無く、文字通り無能な自分に自信がない。自分の居場所を求めて不良たちと関わりを持ったが都合良く使われるだけで、脅されて違法ラベルの運び屋までさせられていた。その最中に『商品』であったHi-Fiに適合したことから貫寺に見出されスカウトされる。以降、文字通り六攻特課の目として数々の事件で活躍した。
六攻特課加入後、ラベルの適合補助機能を内蔵した視力強化ゴーグルを支給された。
遅刻癖があり、貫寺や絵草に良く小突かれている。
惨山ミリ（さんやま ミリ）
課長補佐。
主に本庁との連絡や渉外を担当し、それ故に課のメンバーによる無茶のツケを一身に背負う苦労人。
優秀で目下の人間にも礼儀正しく、若い女性ながら時には重傷をおして任務に臨む気丈さも見せる。貫寺に想いを寄せている様子。
Hi-Fiを起動している描写は無いが、10種類近くのラベルを同時起動できる才能の持ち主。
絵草計（えくさ けい）　
・適合Hi-Fi 《ISC=NWTN》＝アイザック=ニュートン
・Hi-Fi能力 《落下（フォール）》引力の演算・制御
高出力モーター内蔵のローラーブレードを駆使し、時速数百kmで疾走しつつ引力や慣性をほぼ完全に無視した機動力を発揮する。
電波塔の天辺から平然と飛び降りる等の描写から、落下加速度の操作も自在な様子。
・ラベル位置 不明
・認証動作 両手をコートのポケットに突っ込むこと
機動戦担当。二挺の大型拳銃を同時に使い戦う。
かつて貫寺に制圧され、そのままスカウトされた。在籍しているのは再戦のための敵状視察と称しているが、貫寺を気に入ったのが真相である様子。口調、振る舞い共に不良じみた外見そのままであるが根は意外にきちんとしており、特に時間にはうるさい。
岡田ヘクト（おかだ ヘクト）　
・適合Hi-Fi 《STKTS》＝聖徳太子
・Hi-Fi能力 《平行操作（パラレルオペレーション）》複数情報の同時並列処理
人ごみの中で個々の会話を全て聞き分け理解する。
また専用の手首を模した無線飛行ユニットを同時に10組（20機）以上、全てラベルを起動した状態で自在に操作する。
（手を使った作業に限れば、10人分の働きをすることと同義）
反面脳の負担があまりに大きく、全力発動時の活動限界は良くて3分と短い上、暇さえあれば眠って脳を休ませなければならない。
・ラベル位置 不明
・認証動作 腕組み
情報収集・潜入工作担当。必要に応じ、無線飛行ユニットを使った対多数制圧も行う。
元はストリートチルドレンで、家族も家も無く喧嘩に明け暮れていたが、貫寺にスカウトされ六攻特課に加入。自分に居場所を示してくれた彼に多大な恩義を抱き「ダンナ」と呼んで慕っている。

### 景観モグラの一党
景観モグラ（けいかんモグラ）
才能社会の基になった Hi-Fi CLUSTER及びHi-Fiを造りだした人物。
経歴に全くそぐわない少年の姿をしており、普段は平太の気弱な同級生・明日川翌人を名乗っている。自ら作った多数のHi-Fiを体中に貼り付け、強力な衝撃波や念動、瞬間移動等、数々の能力を振るう。
平等社会実現の起爆剤になることを期待して世に出した才能ラベルが単なる便利ツールに落ち着いてしまったことに憤り、自ら社会を変革すべくテロリストと化した。
実は『景観モグラ』を名乗る双子の兄であり、ラベル量産技術を奪うために国家に囚われていた弟の奪還が当面の目的であった。国会議事堂で多数の政治家を人質に取って奪還自体は果たしたものの、アクシデントで重傷を負い姿をくらます。
貫寺と戦い、相容れこそしなかったがその姿勢にはそれなりの感銘を受けた様子。
能登総一朗（のと そういちろう）
・適合Hi-Fi 《MYMT=MSS》＝宮本武蔵
・Hi-Fi能力 《二天（イクサ）》剣術（二天一流）、身体能力強化
・ラベル位置 不明
・認証動作 二刀で構えを取る
貫寺の元同僚で、景観モグラのエージェント兼護衛役。
親友でもあった貫寺への抑え切れない嫉妬心から、景観モグラと組んで史上最悪のラベル犯罪『6.11渋谷二刀流連続殺傷事件』を引き起こし失踪。
長く行方が知れなかったがHi-Fi 呂布の事件を収拾するために姿を現し、出動していた貫寺を一蹴した。後に景観モグラの国会議事堂襲撃に加担し、再度貫寺と激闘を繰り広げたが、怨敵となったはずの自分すらも見捨てられない彼の姿に戦意を喪失。捕縛された。

### Hi-Fi適合者
奥田文七（おくだ ぶんしち）
・適合Hi-Fi 《RF》＝呂布
・Hi-Fi能力 《神威（カムイ）》身体能力強化
筋力、瞬発力を大幅に強化し、大型バスを片手で投げ、マンホールの蓋で殺到する銃弾をも受け止める。
・ラベル位置 右腕
・認証動作 両拳を構える
景観モグラに見出された不良じみた外見の男。能力に酔って増長し『6.11渋谷二刀流連続殺傷事件』の再現と称して暴れまわった。貫寺に破れ連行される途中、突如現れた能登によって右腕右足を切り飛ばされ、腕ごとHi-Fiを奪い返された。
恩上紗恩（おんがみ しゃのん）
・適合Hi-Fi 《LDWH=VN=VTWN》＝ルートヴィヒ・ヴァン・ベートーヴェン
・Hi-Fi能力 《交響（シンフォニー）》絶対的空間把握
音の反射によって空間の状態を感覚的かつ精密に把握する。
能力を車両の操縦に応用し、変形機能やジャンプ能力、重武装を付加したカスタムカーを自在に操る。
・ラベル位置 右手首
・認証動作 帽子の庇に触れる
フリーの運び屋。楽しく仕事をすることのみに興味があり、法の是非には頓着しない。
景観モグラの依頼でキロを国会議事堂へ輸送する途中、六攻特課に追われ戦う。アクシデントでキロに泣かれて車を爆発させられ、急停車したところを捕捉された。突如現れた景観モグラに抹殺されかけた所を貫寺に救われ、そのためか追跡手段を失った六攻特課の面々を『取引』と称して放免と引き換えに自分の車に乗せ、追跡に協力する。
国会議事堂の事件の後も六攻特課に出入りしているが、興味を惹かれる仕事以外手を出さない上に出動しても別途運賃を要求するなど、しごく気ままに振舞っている。
千値 キロ（せんち キロ）
・適合Hi-Fi 《AFRD=NBL》＝アルフレッド・ノーベル
・Hi-Fi能力《名称不明》起爆
周囲の火薬類を爆発させる。
劇中で爆破したのは武器類のみであるが、正確な対象は不明。
・ラベル位置 不明
・認証動作 泣く
恩上が景観モグラから輸送を引き受けた幼女。
彼女自身に他者への害意はないが、人見知りの傾向が強いのかすぐに泣き出し周囲に惨事を引き起こす。
国会議事堂襲撃の道具として能力を利用され、警官隊の銃火器を悉く爆破し一掃した。直後ぺー太に能力停止ラベルを貼られ、無力化。警察に保護された。

### その他の人物
久世菜乃（くぜ なの）
平太の高校の先輩で幼馴染。平太に想いを寄せており、何かと世話を焼いている。

## 用語
ラベル（才能ラベル）
Hi-Fiを元に作り出された、ある一種類の才能をデータ化したシール。
身体に貼り付けて表面のバーコードを指でなぞることで起動し、データ化した才能を発揮することができる。複数の同時起動も可能であるが、劇中の描写からその数は（皮肉なことに）起動者の適合能力に依存し、通常あまり多くないものと思われる。
技術的限界から多種の才能を包括できず、また、再現できる才能のレベルも一般人並みが限界で、正しくHi-Fiのダウングレード版と言える。
Hi-Fi（ハイファイ）
景観モグラが作り出し、密かに世間に流布した試作版才能ラベル。
Hi-Fi CLUSTERでデータ化された才能を完全に再現しており、極めて低い適合率と引き換えに文字通り超人的な能力を提供する。また固有の起動用動作（ジェスチャ）が設定されており、バーコードをなぞる必要がない。
平等社会の実現を望む景観モグラの意志が託されており、その真の適合条件は『極めて強い願望と意志』。
製作には双子のそれぞれ持つHi-Fi CLUSTERデータの作成技能、及びそれを搭載可能な高性能ラベルの作成技能が必要で、二人が揃わなければ増産は不可能。
Hi-Fi CLUSTER（ハイファイクラスタ）
景観モグラが古今東西の偉人・英雄をモチーフにあらゆる『才能』を再現したデータバンク。彼の意志により、ネットで無差別に無料公開された。
データ化された『才能』は本来人間には到底達し得ないレベルで作られており、さらに人間の持ち得ない能力や物理法則すら無視した能力までもが含まれている。
才能社会
才能ラベルが普及し定着した社会形態。
本来景観モグラが望んだ『生得の才能に人生を左右されない平等社会』とは全く異なり、単に使用が必須になるほどの有用ツールが組み込まれただけの既存社会。
便利さ故に目を逸らされているが、由来すら不明なラベルに依存し切った極めて不安定な状態と言え、惨山曰く『ちょっと異常』。
また、ラベルに適合する才能に欠ける者もごく少数と思われるが存在し、皮肉にもより深刻な『才能による差別』を生む温床ともなった。

## 書誌情報
- 後藤逸平 『ハイファイクラスタ』 集英社〈ジャンプ・コミックス〉、全3巻
  1. 「愛と勇気は」2015年1月10日第1刷発行（1月5日発売[集 1]）、ISBN 978-4-08-880280-0
  2. 「この人の力に」2015年3月9日第1刷発行（3月4日発売[集 2]）、ISBN 978-4-08-880319-7
  3. 「僕の居場所」2015年4月8日第1刷発行（4月3日発売[集 3]）、ISBN 978-4-08-880387-6

## 前身
Hi-Fi CLUSTER -六攻特課事件実例-
『週刊少年ジャンプ』2014年25号に掲載された。連載版との違いとして、六攻特課のメンバーが複数登場する、平太のHi-Fiが異なるなどが挙げられる。